# Грановський Олександр Михайлович
Олекса́ндр Миха́йлович Грано́вський (нар. 25 грудня 1979, Київ) — український олігарх, політик. Народний депутат України VIII скликання від партії «Блок Петра Порошенка».
За матеріалами розслідувань, ставав фігурантом кримінальних справ і підозрювався у створенні та організації корупційних схем. За часів президентства Петра Порошенка його називали «куратором президента в судах та прокуратурі».

## Життєпис
Народився 25 грудня 1979 року в Києві. Навчався в столичній школі № 86.
Має дві вищі освіти: у 2001 році закінчив Міжнародний Соломонів університет за спеціальністю економіста, у 2016 році — Тернопільський національний економічний університет та здобув кваліфікацію бакалавра права. У 2018 році у Тернопільському національному економічному університеті отримав освітній ступінь магістра права.

### Бізнес
З 2001 по 2007 рік працював комерційним директором мережі торгово-розважальних центрів «Караван». З 2007 по 2009 рік — партнер американо-українського комерційного архітектурного бюро «Laguarda Low Design and Development», з 2009 по 2014 рік — голова ради директорів «Assofit Holdings Limited».
З 2010 по 2014 рік Олександр Грановський був головою наглядової ради холдингової компанії «Assofit Holdings Limited», яка володіє одним з найбільших київських торгово-розважальних центрів (ТРЦ) «Sky Mall». Через інсинуації колишніх бізнес-партнерів щодо ТРЦ нардеп змушений був неодноразово позиватися/ І от в червні 2025 року Голосіївський районний суд Києва визнав безпідставними звинувачення щодо причетності екснардепа Олександра Грановського до нібито рейдерського захоплення ТРЦ Sky Mall. Ключовим аргументом суду стало те, що всі обставини цієї справи вже неодноразово вивчалися правоохоронними органами, і жодного разу слідство не встановило складу злочину в діях ані Грановського, ані інших учасників подій.

### Політична діяльність
З 25 травня до 30 листопада 2014 року — депутат Київської міської ради. Обраний від партії «Удар» за партійним списком. Член комісії Київради з питань бюджету та соціально-економічного розвитку.
На парламентських виборах 26 жовтня 2014 року обраний до Верховної Ради України за № 58 в списку Блоку Петра Порошенка. На день виборів член партії Блок Петра Порошенка. В парламенті обраний головою підкомітету з питань цивільного, господарського та адміністративного судочинства Комітету Верховної Ради України з питань правової політики та правосуддя, член комітету ВР з питань правової політики і правосуддя[первинне джерело].
1 листопада 2018 року потрапив до списку українських фізичних осіб, проти яких російський уряд ввів економічні санкції.
29 травня 2019 року Олександр Грановський вийшов з партії «Блок Петра Порошенка».
В ході політичної боротьби з'являлися звинувачення Грановського в недекларуванні 700 000 у.о. в 2016 році, які були спростовані у суді. Під час парламентських виборів опоненти звинуватили його у підкупі виборців міста Харків. Це твердження було спростоване в судовому порядку.

## Критика
Низка українських ЗМІ, журналістів називали Грановського «куратором президента в судах та прокуратурі» під час президентства Петра Порошенка. Журналісти неодноразово фільмували його зустрічі із суддями та прокурорами. Зокрема знімальна група програми «Схеми» зафіксувала, як Грановський зустрічається з головою Окружного адмінсуду Києва Павлом Вовком, ключового суду першої інстанції, в якому вирішуються спори, де однією зі сторін є органи влади. Також Грановський декілька разів приїжджав на зустріч до директора НАБУ Артема Ситника, щоб поговорити про «антикорупційний суд».
Згідно з матеріалом «Української правди» на основі тексту офіційних свідчень Миколи Чауса і колишнього заступника глави Офісу президента Андрія Смирнова, наданих ними в серпні-вересні 2021 року слідчим СБУ, Олександр Грановський брав участь у вивезенні судді до Молдови 2016 року.
У розслідуванні журналістів «Слідство.Інфо» також ідеться, що Грановський причетний до незаконного виїзду Чауса за кордон, вони цитували документи зі справи.
У 2010 році Адамовський і Грановський разом з компаньонами Андрієм Малицьким і Ігорем Філіпенком продали мережі ТНК свою мережу заправок «ВікОйл». Сума угоди склала 71 млн доларів, ці гроші потрапили на рахунок компанії «Оледо», що належала усім чотирьом компаньонам. Проте протягом декількох днів, користуючись правом одностороннього підпису, Адамовський і Грановський перевели 71 млн на рахунок своєї щойно створенної компанії Stockman Interhold SA. Малицький і Філіпенко подали до суду Британських Віргінських островів. У 2014 році суд вирішив, що Адамовський і Грановський мають повернути колишнім компаньонам 35 млн доларів.

## Корупційні скандали

### Міжнародний розшук через корупційну схему на ОПЗ
Одне із звинувачень стосувалося участі Грановського в організації корупційних схем навколо Одеського припортового заводу. У жовтні 2022 року Національне антикорупційне бюро України (НАБУ) разом зі Спеціалізованою антикорупційною прокуратурою (САП) оголосили Грановського в розшук. За версією слідства, він керував схемою, за якою завод продавав мінеральні добрива за заниженими цінами певній компанії, яка потім перепродавала товар за ринковими цінами. Ця схема діяла впродовж 2015 року і завдала заводу збитків на понад 93 мільйони гривень.
У грудні 2022 року Вищий антикорупційний суд України заочно заарештував Олександра Грановського, проте 20 серпня 2024 року ВАКС скасував підозру від НАБУ колишньому народному депутату Грановському, якого звинувачували в організації корупційної схеми на АТ «Одеський припортовий завод», яка завдала збитків на 93,3 млн гривень.

### Будівельні афери
У 2008 році Грановський і Адамовський запропонували потенційним орендаторам інвестувати в будівництво ТЦ «Парк Горького» в Києві. З кожного інвестора вони зібрали по декілька десятків тисяч доларів, обіцяючи кожному з них буде по дві точки в «Парку Горького» і по дві точки — в торговому центрі в Севастополі. За рік гроші інвесторів зникли нібито через світову фінансово-економічну кризу. Через деякий час земля під забудову і проєкт торгового центру були продані французькій групі SCC за 80 млн доларів.
В червні 2025 року Голосіївський районний суд Києва не виявив жодних підстав вважати Грановського причетним до шахрайських дій під час забудови ТЦ "Парк Горького". Джерело - Ухвала Голосіївського суду у справі №752/13506/25 від 10.06.2025

### Причетність до «Трейд Коммодіті» і державних тендерів
За інформацією журналістів програми «Наші гроші з Денисом Бігусом», Олександр Грановський і Андрій Адамовський причетні до ТОВ «Трейд Коммодіті», яке вигравало державні тендери на постачання палива. Згідно з даними майнового реєстру на початку 2016 року «Трейд Коммодіті» позичило 7,5 млн дол. та 81 млн грн. у близькому до Адамовского банку «Південний». Цей же банк з'явився у декларації Олександра Грановського: народний депутат взяв кредит у 800 тис. грн.
Згідно з журналістським розслідуванням, саме «Трейд Коммодіті» закуповувало неякісне пальне у низки фірм, щодо яких було відкрите кримінальне провадження. Це паливо потім продавалося під виглядом бензину марок А-80, А-92, А-95 і дизельного палива.